# Krzysztof Głowacki
Pour les articles homonymes, voir Głowacki.
Krzysztof Głowacki est un boxeur polonais de la catégorie des poids lourds-légers né le 31 août 1986 à Wałcz.

## Carrière

### Carrière amateur
Krzysztof Głowacki a disputé 125 combats amateur, remportant 102 victoires, subissant 20 défaites et 3 match nuls. Il devient champion de Pologne junior trois années consécutives, 2003, 2004 et 2005. En 2007, il finit 2e du championnat polonais dans la catégorie des super lourds, et 3e en 2008.

### Débuts professionnels
Il fait ses débuts professionnels le 3 octobre 2008 et, combattant exclusivement en Pologne, aligne les victoires.
Avec 16 victoires consécutives, il combat Felipe Romero le 18 août 2012 pour la ceinture de champion intercontinental WBO. Après avoir envoyé son adversaire à terre au 2e round, il l'emporte finalement par KO technique en 6 reprises. Il défendra son titre à plusieurs reprises contre Matty Askin, Varol Vekiloglu et Thierry Karl, qu'il bat tous avant la limite.
Le 31 janvier 2015, il est opposé au champion d'Europe WBO depuis 2010, Nuri Seferi. En plus de la ceinture en jeu, le vainqueur de ce combat affrontera le champion du monde WBO. Głowacki l'emporte par décision unanime des juges, avec une large d'avance.

### Głowacki contre Marco Huck
Le 14 août 2015, invaincu en 24 combats, il combat pour la première fois aux États-Unis où il est confronté au champion du monde WBO, Marco Huck, en place depuis 2009 et qui a défendu sa ceinture 13 fois consécutives. Au 6e round, un crochet du gauche du champion du monde envoie le polonais à terre, qui se relève et ne cherche pas à se protéger, mais réplique avec des crochets. À la fin du 11e round, en retard sur les cartes des juges, Głowacki envoie un direct du droit qui fait chuter Huck. Relevé, l'allemand adossé aux cordes essuie plusieurs crochets sans répliquer, l'arbitre arrête le combat au moment où Huck retourne à terre. À 28 ans, Krzysztof Głowacki devient champion du monde WBO des lourds-légers.

## Champion du monde
Le 16 avril 2016, il conserve son titre mondial en dominant aux points l'ancien champion de la catégorie, l'américain Steve Cunningham, avant de s'incliner aux points le 17 septembre 2016 contre l'ukrainien Oleksandr Usyk.